# 12月27日
12月27日是公历一年中的第361天（闰年第362天），离全年结束还有4天。

## 大事记

### 20世紀以前
- 537年：拜占庭帝國皇帝查士丁尼一世參與位於君士坦丁堡的聖索菲亞大教堂落成儀式。
- 1146年：圣伯尔纳铎在施派尔劝说康拉德三世参加第二次十字军东征。
- 1521年：西班牙颁布布尔戈斯法（英语：Laws of Burgos）。
- 1594年：吉恩·查特爾（法语：Jean Châtel）企图刺杀亨利四世失败，两天后伏法。
- 1655年：在第二次北方战争（大洪水时代）中，琴斯托霍瓦的光明山修道院的修士成功击退了一个月的围攻（英语：Siege of Jasna Góra）。
- 1703年：英国和葡萄牙簽订梅休因条约。
- 1831年：英国博物学家查尔斯·达尔文搭乘小猎犬号离开普里茅斯，开始五年的环球航行。

### 20世紀
- 1922年：大日本帝國海軍開始為剛完工的鳳翔號航空母艦進行測試航行，成為世界上第一艘專門用作搭載艦載機的航空母艦。
- 1923年：日本社會主義者難波大助於東京虎之門外企圖刺殺攝政宮裕仁親王未遂，導致第二次山本內閣總辭。
- 1930年：中國共產黨第一次反圍剿戰爭开始。
- 1939年：土耳其東部埃尔津詹省發生Mw 7.8的強烈地震，造成約33,000人死亡、10萬人受傷。
- 1945年：依據布雷頓森林協定，國際貨幣基金組織於美國華盛頓特區正式成立。
- 1947年：希腊政府勒令希腊共产党解散，导致希腊内战开始。
- 1949年：荷蘭朱麗安娜女王簽署放棄荷屬東印度地區主權的文件，正式承認印度尼西亞獨立。
- 1960年：日本國民收入倍增計劃通過。
- 1965年：美國F5A自由式戰鬥機售賣予台灣。
- 1966年：中国宣布在世界上第一次人工合成结晶牛胰岛素。
- 1968年：阿波罗8号返回地球。
- 1970年：香港大嶼山塘福監獄500名犯人集體騷動。
- 1979年：蘇聯軍隊在喀布爾暗殺阿富汗人民民主黨總書記哈菲佐拉·阿明，並且進駐阿富汗各地。
- 1984年：中国首支极地探险队在南极半岛附近的乔治王岛登陆，开始建设长城站。
- 1986年：在死鯨體內首次發現流感病毒。
- 1991年：俄罗斯在联合国正式取代苏联的席位。
- 1996年：韓國勞動組合總聯盟號召其120萬成員罷工，開始韓國史上最大規模的組織罷工（英语：1996–1997 strikes in South Korea）。

### 21世紀
- 2001年：美國正式宣布给予中国永久正常贸易关系地位。
- 2002年：中国实施的世界最大的水利工程南水北调工程动工。
- 2007年：巴基斯坦前總理贝娜齐尔·布托於拉瓦爾品第的競選集會上遇刺身亡。
- 2007年：在姆瓦伊·齊貝吉當選成為肯亞總統後，反對派拉伊拉·奧廷加的支持者開始於蒙巴薩等地發起騷亂，之後更進一步演變成2007-2008年肯尼亚危机。
- 2008年：以色列突然以火箭針對位於加薩走廊的巴勒斯坦武裝集團展開攻擊，為期3周的加薩戰爭爆發。
- 2018年：緬甸西北部地區發生5.0級地震，震源深度91.8公里。
- 2020年：屯門至赤鱲角連接路通車。連接路連接新界西北、港珠澳大橋、北大嶼山及香港國際機場。

## 出生
- 1571年：約翰内斯·開普勒，德國天文學家、數學家（1630年逝世）
- 1619年：萊茵河的魯珀特親王，坎伯蘭公爵（1682年逝世）
- 1654年：雅各布·伯努利，瑞士數學家（1705年逝世）
- 1714年：喬治·懷特腓，英國國教牧師、傳道人，衛理宗共同創始人（1770年逝世）
- 1715年：菲利普·德·諾阿耶，法國元帥（1794年逝世）
- 1717年：教宗庇护六世，羅馬主教（1799年逝世）
- 1754年：康斯坦丁·卡爾·達斯普雷，奧地利將領（1809年逝世）
- 1761年：米哈伊爾·博格達諾維奇·巴克萊·德托利，俄羅斯元帥（1818年逝世）
- 1792年：威廉·費納，德裔天主教牧師和耶穌會士，美國喬治城大學校長（1829年逝世）
- 1797年：米爾扎·迦利布，印度詩人（1869年逝世）
- 1814年：朱爾·西蒙，法國政治人物，第38任法國總理（1896年逝世）
- 1822年：路易·巴斯德，法國化學家、微生物學家（1895年逝世）
- 1896年：薛岳，中華民國抗日將領（1998年逝世）
- 1898年：淺沼稻次郎，日本政治家，眾議院議員（1960年逝世）
- 1901年：瑪蓮娜·迪特里茜，德裔美國演員、歌手，百年來最偉大的女演員第9名（1992年逝世）
- 1907年：賽巴斯提安·哈夫納，德國記者、作家（1999年逝世）
- 1911年：阿卜杜勒·哈利姆，印尼政治人物，第4任印尼總理（1987年逝世）
- 1915年：威廉·麥斯特，美國婦科學醫師、科學家，人類性行為研究科學家（2001年逝世）
- 1917年：布爾漢丁·哈拉哈普，印尼政治人物，第9任印尼總理（1987年逝世）
- 1923年：紅線女，中国粵劇演员（2013年逝世）
- 1931年：浦偉士，香港、英國銀行家
- 1934年：拉里莎·拉特尼娜，前蘇聯體操運動員，有「芭蕾舞王」之稱
- 1936年：卡洛斯·布利克森，烏拉圭男子籃球運動員（2022年逝世）
- 1939年：吳耀漢，香港男演員（2023年逝世）
- 1939年：安德魯·帕克·鮑爾斯，英國退役陸軍軍官
- 1943年：優安·曼努埃爾·色拉特，西班牙歌手
- 1943年：徐立功，台灣導演、編劇、監製人
- 1947年：黃西田，台灣歌手
- 1951年：查爾斯·班德，美國電影導演、製片人、編劇
- 1951年：埃內斯托·柴迪洛，墨西哥政治人物，第54任墨西哥總統
- 1952年：林正英，香港演員（1997年逝世）
- 1952年：陳時中，臺灣政治人物、牙醫師，民主進步黨籍，曾任衛生福利部部長，2020年冠狀病毒病疫情期間，以衛福部部長身份兼任臺灣的中央流行疫情指揮中心指揮官。
- 1958年：鄭問，臺灣漫畫家、插畫家（2017年逝世）
- 1958年：沙希德·哈坎·阿巴西，巴基斯坦總理
- 1960年：車和娟，韓國女演員
- 1961年：張靜美，臺灣漫畫家
- 1963年：加斯帕·诺，法國電影導演
- 1965年：沙萊曼·罕，印度歌舞片演員
- 1968年：莊文強，香港電影編劇、導演
- 1969年：柴娜，美國職業摔角手、演員、魅力攝影模特、健美運動員、色情電影演員（2016年逝世）
- 1971年：伍樂城，香港音樂監製、作曲人
- 1971年：DJ Tommy，香港音樂人
- 1972年：凱文·奥利，美國職業籃球運動員
- 1974年：折笠富美子，日本女性聲優
- 1974年：岡政偉，日裔美籍演員、電腦特技師
- 1976年：吳文遠，香港政界人物
- 1977年：易小玲，馬尼拉人質事件生還人質
- 1979年：大衛·鄧恩，英國足球運動員
- 1979年：卡森·帕爾默，美國美式足球四分衛
- 1979年：薩頂頂，中國女歌手
- 1979年：張能傑，日月光半導體張虔生獨子
- 1980年：羅昌平，中國記者、企業家
- 1980年：末廣健一郎，日本作曲家
- 1981年：鄭少偉，香港足球運動員
- 1981年：樊麾，華裔法國圍棋棋士
- 1981年：大衛·阿德斯馬，美國職棒大聯盟紐約洋基中繼投手
- 1982年：王嫚萱，台灣女藝人
- 1983年：科爾·漢梅爾斯，美國職棒大聯盟費城費城人投手
- 1984年：丁文琪，台灣歌手
- 1984年：戴向宇，中國男演員
- 1984年：吉爾·西蒙，法國職業網球運動員
- 1984年：周立齊，中國盗窃慣犯
- 1985年：吳依潔，台灣新聞主播
- 1985年：热羅姆·丹布羅西奥，比利時一級方程式錦標賽車手
- 1986年：利安·克雷格，蘇格蘭職業足球運動員
- 1988年：娄藝潇，中國女演員
- 1988年：玉澤演，韓國男子偶像團體2PM成員
- 1988年：海莉·威廉斯，美國搖滾樂團帕拉摩爾主唱、鍵盤手
- 1988年：扎文·海因斯，牙買加裔英格蘭足球運動員
- 1989年：王淑玲，香港女演員
- 1989年：孫文雁，中國女子花样游泳運動員
- 1989年：內田真禮，日本女性聲優
- 1990年：米洛斯·拉奧歷，加拿大男子網球選手
- 1991年：張雪瑩，香港女演員
- 1991年：丹尼·威爾遜，蘇格蘭足球運動員
- 1993年：顏卓靈，香港女演員
- 1993年：內田真由美，日本女演員
- 1994年：Kiri T，香港女歌手
- 1995年：提摩西·夏勒梅，美國男演員
- 1997年：張圭悧，韓國女子偶像團體Fromis 9成員
- 1997年：瓦奇拉維特·奇瓦雷，泰國演員、主持人、模特兒、歌手
- 1998年：張宗憲，臺灣男子籃球運動員
- 2000年：吳兆絃，台灣女演員
- 2004年：徐永恩，韓國女子偶像團體Kep1er成員

## 逝世
- 232年：曹植，三國曹魏文学家（192年出生）
- 683年：唐高宗李治，唐朝皇帝（628年出生）
- 1923年：居斯塔夫·埃菲爾，法国建築家（1832年出生）
- 1942年：韋廉姆·G·摩根，美國教育家，排球的發明者（1870年出生）
- 1968年：樂蒂，香港國語電影演員（1937年出生）
- 1972年：萊斯特·皮爾遜，加拿大前總理（1897年出生）
- 1979年：哈菲佐拉·阿明，阿富汗政治人物，第2任阿富汗民主共和國部長會議主席（1929年出生）
- 1987年：路易·艾黎，新西蘭裔中國社會活動家、作家（1897年出生）
- 1997年：楊燕飛，臺灣眼科醫師（1910年出生）
- 2002年：潘田，中國著名鐵路工程專家、原鐵道兵司令部副參謀長兼總工程師（1921年出生）
- 2003年：英若誠，中國著名話劇、電影演員，中國文化部前副部長（1929年出生）
- 2007年：，巴基斯坦政治家，第11任巴基斯坦總理，穆斯林國家首位女性民選總理（1953年出生）
- 2012年：諾曼·施瓦茨科夫，美國陸軍上校（1934年出生）
- 2014年：劉琦，中國作家（1930年出生）
- 2016年：嘉莉·費雪，美國演員（1956年出生）
- 2021年：柯莉·休姆，紐西蘭作家（1947年出生）
- 2022年：呂瑞明，中國劇作家（1925年出生）
- 2023年：雅克·德洛爾，法國經濟學家、政治人物（1925年出生）
- 2023年：沃尔夫冈·朔伊布勒，德國政治人物（1942年出生）
- 2023年：李善均，韩国男演員（1975年出生）
- 2024年：，英國女演員（1951年出生）
- 2024年：斯韋托扎爾·薩布利奇，塞爾維亞職業足球運動員、教練（1960年出生）

## 节假日和习俗
- 東方基督教：聖斯德望日
- 西方基督教：聖若望慶日
- ：社會主義憲法節